# Кисель, Ирина Антоновна
Ирина Антоновна Кисель (род. 3 сентября 1988, Осинники, Кемеровская область) — российская спортсменка, призёр чемпионатов России по вольной борьбе, обладательница Кубка России и Кубка европейских наций, мастер спорта России международного класса. В 2009-2014 годах была членом сборной страны. С 2015 года выступает за Казахстан.

## Спортивные результаты
- Чемпионат России по женской борьбе 2014 года — ;
- Кубок России 2014 года — ;
- Чемпионат России по женской борьбе 2013 года — ;
- Кубок европейских наций 2013 года — ;
- Чемпионат России по женской борьбе 2012 года — ;
- Кубок России 2012 года — ;
- Чемпионат России по женской борьбе 2011 года — ;
- Гран-при Иван Ярыгин 2011 года — ;
- Чемпионат России по женской борьбе 2010 года — ;